# Angela Burdett-Coutts
Angela Burdett-Coutts (Londra, 21 aprile 1814 – Londra, 30 dicembre 1906) è stata una filantropa inglese.

## Biografia
Figlia del politico Sir Francis Burdett, nel 1837 ereditò dal nonno, il banchiere Thomas Coutts (da cui prese il secondo cognome), una grande fortuna stimabile intorno ai 2 milioni di sterline nonché la guida della banca Coutts, all'epoca seconda soltanto alla Banca d'Inghilterra.
Rifiutò per decenni ogni proposta di matrimonio, e dedicò la vita a opere di filantropia e beneficenza, spesso ispirate dall'amico Charles Dickens. Fondò il Columbia Road Flower Market, finanziò case popolari, scuole, chiese, mense popolari, ospedali, progetti scientifici, l'istituzione di borse di studio per i meno abbienti e di premi per gli studenti più meritevoli, aiuti alla popolazione irlandese colpita da carestia, spedizioni e progetti di sviluppo per le popolazioni africane. Fu una pioniera in ambiti quali l'ecologia, l'animalismo, l'antirazzismo e i diritti delle donne, e con una intensa opera di lobbying fece approvare una legge per la protezione dell'infanzia (nota come "Children's Charter") e una legge contro la crudeltà verso gli animali.
Nel 1871, come riconoscimento della sua opera umanitaria, la Regina Vittoria la nominò Baronessa di Highgate and Brookfield, Middlesex. Si sposò infine a 68 anni, con il suo segretario di origine statunitense William Lehman Ashmead-Bartlett.
Lo scrittore Walter Besant ne fece la protagonista del suo romanzo più celebre, All Sorts and Conditions of Men. Re Edoardo VII coniò per lei la frase "Dopo mia madre (la Regina Vittoria) la donna più notevole del regno."

## Ascendenza
|                                                   |             |                  | Genitori                    |  |  | Nonni |  |  | Bisnonni                     |  |  | Trisnonni      |  |
|                                                   |             |                  |                             |  |  |       |  |  | Robert Burdett, IV baronetto |  |  | Robert Burdett |  |
|                                                   |             |                  |                             |  |  |       |  |  | Robert Burdett, IV baronetto |  |  | Robert Burdett |  |
|                                                   |             | Elizabeth Tracy  |                             |  |  |       |  |  | Robert Burdett, IV baronetto |  |  |                |  |
| Francis Burdett                                   |             |                  |                             |  |  |       |  |  | Robert Burdett, IV baronetto |  |  |                |  |
|                                                   |             | Elizabeth Sedley | Charles Sedley, I baronetto |  |  |       |  |  |                              |  |  |                |  |
|                                                   |             | Elizabeth Sedley | Charles Sedley, I baronetto |  |  |       |  |  |                              |  |  |                |  |
|                                                   |             | Elizabeth Sedley | Elizabeth Frith             |  |  |       |  |  |                              |  |  |                |  |
| Francis Burdett, V baronetto                      |             | Elizabeth Sedley |                             |  |  |       |  |  |                              |  |  |                |  |
|                                                   |             | William Jones    | …                           |  |  |       |  |  |                              |  |  |                |  |
|                                                   |             | William Jones    | …                           |  |  |       |  |  |                              |  |  |                |  |
|                                                   |             | William Jones    | …                           |  |  |       |  |  |                              |  |  |                |  |
| Eleanor Jones                                     |             | William Jones    |                             |  |  |       |  |  |                              |  |  |                |  |
|                                                   |             | …                | …                           |  |  |       |  |  |                              |  |  |                |  |
|                                                   |             | …                | …                           |  |  |       |  |  |                              |  |  |                |  |
|                                                   |             | …                | …                           |  |  |       |  |  |                              |  |  |                |  |
| Angela Burdett-Coutts, I baronessa Burdett-Coutts |             | …                |                             |  |  |       |  |  |                              |  |  |                |  |
|                                                   | John Coutts | Patrick Coutts   |                             |  |  |       |  |  |                              |  |  |                |  |
|                                                   | John Coutts | Patrick Coutts   |                             |  |  |       |  |  |                              |  |  |                |  |
|                                                   | John Coutts | Jean Dunlop      |                             |  |  |       |  |  |                              |  |  |                |  |
| Thomas Coutts                                     | John Coutts |                  |                             |  |  |       |  |  |                              |  |  |                |  |
|                                                   |             | Jean Stuart      | John Stuart, II baronetto   |  |  |       |  |  |                              |  |  |                |  |
|                                                   |             | Jean Stuart      | John Stuart, II baronetto   |  |  |       |  |  |                              |  |  |                |  |
|                                                   |             | Jean Stuart      | Margaret Kerr               |  |  |       |  |  |                              |  |  |                |  |
| Sophia Coutts                                     |             | Jean Stuart      |                             |  |  |       |  |  |                              |  |  |                |  |
|                                                   |             | John Starkey     | …                           |  |  |       |  |  |                              |  |  |                |  |
|                                                   |             | John Starkey     | …                           |  |  |       |  |  |                              |  |  |                |  |
|                                                   |             | John Starkey     | …                           |  |  |       |  |  |                              |  |  |                |  |
| Susan Starkie                                     |             | John Starkey     |                             |  |  |       |  |  |                              |  |  |                |  |
|                                                   |             | …                | …                           |  |  |       |  |  |                              |  |  |                |  |
|                                                   |             | …                | …                           |  |  |       |  |  |                              |  |  |                |  |
|                                                   |             | …                | …                           |  |  |       |  |  |                              |  |  |                |  |
|                                                   |             | …                |                             |  |  |       |  |  |                              |  |  |                |  |